# 3LAU
3LAU (prononcé « blau »), né Justin Blau le 9 janvier 1991, est un producteur et disc jockey de house progressive et d'electro house. Résidant actuellement à Las Vegas, il a fait paraître trois mixtapes depuis 2011 et de nombreux singles, et joué dans des nombreux festivals comme l'Electric Zoo de New York. En 2014, il publie la chanson Vikings en collaboration avec Botnek au label Dim Mak Records. Justin a deux frères, Alberto et Kevin. Le premier a décidé de nommer son fils Brandon Lau en référence au Nickname de son frere 3Lau (Blau)

## Biographie
Justin David Blau est né à Syosset, New York. Blau grandit dans une famille d'artistes, prendra des cours de guitare, de chant et de piano. À 13 ans, lui et sa famille emménagent à Las Vegas, au Nevada, où il passera le reste de sa vie. Il a étudié à la Meadows School.

## Carrière
En 2011, à 20 ans, il part en Suède, pays dans lequel il découvrira la scène EDM. À son retour au lycée, il produit des mashups, « principalement parce qu'[il] pensait que personne ne le faisait correctement
. » Il commence ensuite à mixer sous le nom de 3LAU, et à mettre en ligne ses mashups sur YouTube en juin la même année
. 3LAU se popularise en 2011 grâce à deux bootlegs, Girls Who Save the World et All Night Long. Il remporte également une compétition de remix pour le titre Work Hard, Play Hard de Tiesto. Avant 2012, 3LAU passe ses journées à étudier à l'Université de Washington à St. Louis, et ses soirées à mixer. Ses remixes se classent au top 10 sur Beatport et Hype Machine. En 2012, il se concentre sur le DJing et lance sa tournée Your Mind. La même année, il fait paraître son second album bootleg, Dance Floor Filth. En 2012, le Las Vegas Review-Journal le décrit comme l'« un des producteurs américains les plus rapidement popularisés. » En 2012, il publie Dance Floor Filth 2, un album présentant ses productions originales.
À la fin de 2013, il organise une brève tournée avec Carnage appelée Night Riot,. Jonah Ollman de Sound of Boston décrit les performances en live de 3LAU à la fin de 2013 comme « un joli mélange de mashups, d'electro-house, d'échantillons vocaux pop, et de quelques touches des années '90 par-ci par-là qui font constamment bouger cette foule âgée de la vingtaine. » En 2014, il atteint la 81e place du DJ Mag Top 100.

## Discographie

### Albums
| Année | Titres               | Détails                                                                    |
| ----- | -------------------- | -------------------------------------------------------------------------- |
| 2011  | Dance Floor Filth 1  | - Sortie : 2011 - Label : Auto-produit - Format : Téléchargement numérique |
| 2012  | Dance Floor Filth 2  | - Sortie : 2012 - Label : Auto-produit - Format : Téléchargement numérique |
| 2013  | Dance Floor Filth 3  | - Sortie : 2013 - Label : Auto-produit - Format : Téléchargement numérique |
| 2013  | March Mashup Mondays | - Sortie : 2013 - Label : Auto-produit - Format : Téléchargement numérique |
| 2014  | Dance Floor Filth 4  | - Sortie : 2014 - Label : Auto-produit - Format : Téléchargement numérique |